# 筒井義郎
筒井 義郎（つつい よしろう、1950年3月8日- )は、日本の経済学者。専攻は、金融論・行動経済学。大阪大学名誉教授。甲南大学特任教授。

## 略歴
東京都生まれ。大阪教育大学附属高校天王寺校舎卒業、1974年東京教育大学理学部卒業。
神奈川県立高校理科教諭、1975年大阪府立高校教諭、1980年退職。
1979年大阪市立大学経済学部卒、1982年大阪大学大学院経済学研究科博士課程中退、同助手。
1983年名古屋市立大学経済学部助手、1984年講師、1987年助教授、米国エール大学客員研究員、1991年大阪大学経済学部助教授、93年教授、98年株価算定委員会委員、2004年大阪大学社会経済研究所教授、附属行動経済学研究センター長。89年「金融市場と銀行業 産業組織の経済分析」で、経済学博士（大阪大学）の学位を取得。2014年大阪大学退任、名誉教授、甲南大学経済学部特任教授。
1988年『金蝕市場と銀行業』で日経・経済図書文化賞受賞。

## 著書
- 『金融市場と銀行業 産業組織の経済分析』東洋経済新報社 1988
- 『金融』東洋経済新報社 プログレッシブ経済学シリーズ 2001
- 『金融業における競争と効率性 歴史的視点による分析』東洋経済新報社 2005

### 共編著
- 『日本の資本市場』橘木俊詔共編著 日本評論社 郵政研究所研究叢書 1996
- 『金融分析の最先端』編 東洋経済新報社 2000
- 『リレーションシップバンキングと地域金融』植村修一共編 日本経済新聞出版社 2007
- 『日本の株価 投資家行動と国際連関』平山健二郎共著 東洋経済新報社 2009
- 『日本の幸福度 格差・労働・家族』大竹文雄,白石小百合共編著 日本評論社 2010
- 『行動経済学 図解雑学 絵と文章でわかりやすい!』山根承子共著 ナツメ社 2012
- 『行動経済学入門』佐々木俊一郎, 山根承子,グレッグ・マルデワ共著 東洋経済新報社 2017

### 翻訳
- 民衆経済学センター『病める経済アメリカ 草の根の経済白書』宮川重義共訳 多賀出版 1991
- 星岳雄,ヒュー・パトリック編『日本金融システムの危機と変貌』監訳 日本経済新聞社 2001

## 論文・寄稿文
- 筒井義郎「わが国銀行貸出市場の不均衡分析」『季刊 理論経済学』第33巻第1号、JAPANESE ECONOMIC ASSOCIATION、1982年、38-54頁、ISSN 0557-109X、NAID 130004999238。
- 井沢裕司, 筒井義郎「日銀貸出の決定メカニズム」『経済研究』第34巻第2号、岩波書店、1983年4月、139-147頁、doi:10.15057/22687、ISSN 00229733、NAID 120005253006。
- 野間敏克, 筒井義郎「わが国銀行業における規模の経済性とその源泉」『経済研究』第38巻第3号、岩波書店、1987年7月、251-262頁、doi:10.15057/22458、ISSN 00229733、NAID 110000418590。
- 筒井義郎「「日本の金融市場--金融政策の効果波及メカニズム」黒田晁生」『The Economic Studies Quarterly』第42巻第1号、JAPANESE ECONOMIC ASSOCIATION、1991年、87-89頁、ISSN 0557-109X、NAID 130004998095。
- 筒井義郎「「工業化と金融システム」寺西重郎」『経済研究』第44巻第4号、岩波書店、1993年10月、376-379頁、doi:10.15057/21305、ISSN 00229733、NAID 120005252774。
- 筒井義郎「アメリカの株価はバブルか--アンケート調査に基づく分析 (特集 米国の株価水準)」『証券アナリストジャーナル』第38巻第2号、日本証券アナリスト協会、2000年2月、3-21頁、ISSN 02877929、NAID 40001799063。
- 筒井義郎「特別寄稿論文 信用金庫の経営効率性」『信金中金月報』第3巻第9号、信金中央金庫、2004年8月、2-22頁、ISSN 13469479、NAID 40006382968。
- 晝間文彦, 筒井義郎「人間は危険回避的か? : 経済実験とアンケート調査による検証」『大阪大学経済学』第55巻第2号、大阪大学経済学会、2005年9月、43-69頁、doi:10.18910/15675、ISSN 0473-4548、NAID 120004848049。
- 筒井義郎, 佐々木俊一郎「経済実験とアンケート:どっちが強い? (特集 経済学は実験できるか?)」『経済セミナー』第623号、日本評論社、2007年1月、28-33頁、ISSN 0386992X、NAID 40015235413。
- 山根智沙子, 山根承子, 筒井義郎「幸福度で測った地域間格差」『行動経済学』第2巻、行動経済学会、2009年、145-148頁、doi:10.11167/jbef.2.145、NAID 130004554841。
- 窪田康平, 筒井義郎「消費者金融業の競争度」『現代ファイナンス』第25巻、日本ファイナンス学会 MPTフォーラム、2009年、23-51頁、doi:10.24487/gendaifinance.25.0_23、NAID 130007528295。
- 筒井義郎, 大竹文雄, 池田新介「なぜあなたは不幸なのか」『大阪大学経済学』第58巻第4号、大阪大学経済学会、2009年3月、20-57頁、doi:10.18910/24473、ISSN 0473-4548、NAID 120005249083。
- 高阪勇毅, Mardyla Grzegorz, 竹中慎二, 筒井義郎「気質効果と損失回避:模擬株式市場における取引実験による実証」『行動経済学』第5巻、行動経済学会、2012年、189-192頁、doi:10.11167/jbef.5.189、NAID 130004554921。
- 大西修平, 山川卓, 赤嶺達郎, 筒井義郎, 山根承子「Prospect theoryによる漁業者の意思決定の解釈」『日本水産学会誌』第84巻第4号、日本水産学会、2018年、720-727頁、doi:10.2331/suisan.17-00075、ISSN 0021-5392、NAID 130007472672。
- 筒井義郎「結婚と幸福：サーベイ」『行動経済学』第12巻、行動経済学会、2019年、1-14頁、doi:10.11167/jbef.12.1、NAID 130007582087。
- 筒井義郎「[エッセイ] 私の修業時代」『甲南経済学論集』第60巻第3号、甲南大学経済学会、2020年3月、123-185頁、doi:10.14990/00003486、ISSN 0452-4187、NAID 120006812490。